# Park Eun-sik
Park Eunsik (en hangul, 박은식; romanización revisada, Bak Eunsik; McCune-Reischauer, Pak Ǔnsik) (30 de septiembre de 1859 -1 de noviembre de 1925) fue un historiador coreano y segundo presidente del Gobierno Provisional de la República de Corea en Shanghái, China en 1925.
Nació en la provincia de Hwanghae-do. Escribió libros relativos al neoconfucianismo, el chino clásico y la historia de Corea. En 1911 emigró a China, luego que Corea fuese convertido en una colonia japonesa y desde 1924 participó dentro del gobierno coreano en el exilio. Tras el impedimento que tenía Syngman Rhee para la presidencia, Park fue elegido en 1925, pero murió a los pocos meses de tomar el cargo.